# Спенс, Льюис
Джеймс Льюис Томас Чалмерс Спенс (англ. James Lewis Thomas Chalmers Spence; род. 25 ноября 1874, Монифиет, Ангус, Шотландия — 3 марта 1955, Эдинбург, Шотландия) — шотландский журналист, поэт, писатель, фольклорист и оккультист. Спенс был членом Королевского антропологического института Великобритании и Ирландии и вице-президентом Шотландского антропологического и фольклорного общества. Основатель Шотландского национального движения.

## Ранняя жизнь
Родился в 1874 году в Монифиете, округ Ангус, Шотландия. После окончания Эдинбургского университета начал карьеру в журналистике. Впоследствии поработав редактором в таких печатных СМИ, как The Scotsman (1899-1906), The Edinburgh Magazine (1904-05) и British Weekly (1906-09).

## Карьера
В начале XX века интерес Спенса переключился на мифы и фольклор Мексики и Центральной Америки, в этой связи он стал одним из европейских популяризаторов священной книги племени киче «Пополь-Вух» (1908). Помимо этого, Спенс выступил автором «Словаря мифологии» (1910), «Энциклопедии оккультизма и парапсихологии» (1920), а также множества другой литературы схожей направленности.
Спустя какое-то время Спенс начал исследовать местный фольклор. Будучи ярым шотландским националистом, он также пытался баллотироваться в парламент от округа Мидлотиан и Пиблз Норт, на выборах в 1929 года, однако, в итоге проиграл. Помимо этого Спенс увлекался поэзией — его стихи были изданы отдельной книгой в 1953 году.
В 1905 году была выпущена книга Спенса посвящённая обрядам и традициям бриттов «Тайны кельтской Британии» (1905). В ней он выдвигал предположение, что коренные британцы были потомками людей, мигрировавших из Северо-Западной Африки, и, вероятно, являлись отдалёнными родственниками берберов и басков.

## Атлантида
Исследования Спенсом мифологии и культуры Нового Света, вкупе с изучением культур стран Западной Европы и Северо-Западной Африки, подтолкнули его к разгадке вопроса Атлантиды. В течение 1920-х годов он опубликовал серию книг, в которых стремился отмежевать эту тему от оккультистов, которые дискредитировали её своими выводами. Его работы, в том числе «Проблема Атлантиды» (1924) и «История Атлантиды» (1927), основывались на теориях, предложенных Игнатиусом Доннелли, и рассматривали потерянный остров как цивилизацию бронзового века сформировавшую культурную связь с Новым Светом, на которую писатель ссылался через примеры параллелей между ранними цивилизациями Старого и Нового Света. Несмотря на эрудицию и начитанность Спенса, его выводы, не принимая в расчет рецензий в журналах, были практически повсеместно забракованы представителями науки. Исследования Спенса встретили жесткую критику в профессиональной среде, однако вызвали большой интерес среди любителей необычных теорий, о чём пишет в обзоре книги «Проблемы Атлантиды» (1924) рецензент из The Geographic Journal: «Г-н Спенс — трудолюбивый писатель, и даже если его версия не верна, он проделал хорошую работу по сбору доказательств и выпустил занимательный том который стоит прочитать». Между тем, Спенс, вероятно, оказал некоторое влияние на идеи писателя Иммануила Великовского, и поскольку его книги стали общественным достоянием, они были успешно переизданы, а некоторые были отсканированы для Интернета.
Книга Спенса 1940 года «Оккультные причины нынешней войны» (ISBN 0766100510) — является одной из первых работ посвященных исследованию в области нацистского оккультизма.

## Личная жизнь
В 1899 году женился на Хелен Брюс.
За свою карьеру Спенс опубликовал более сорока книг, многие из которых переиздаются и по сей день. Помимо этого Спенс был основателем Шотландского национального движения, которое позже объединилось, чтобы сформировать Национальную партию Шотландии, которая, в свою очередь, объединилась в Шотландскую национальную партию.

## Смерть
Спенс умер в Эдинбурге в 1955 году в возрасте 80 лет и был похоронен в северо-западной части кладбища Дин (западный Эдинбург), рядом с могилой его жены Хелен С. Брюс (ум. 1942).

## Избранная библиография
Древняя Британия
- The Mysteries of Britain: Secret Rites and Traditions of Ancient Britain Restored, (1905, reprinted 1994) London: Senate. ISBN 1-85958-057-2
- The Magic Arts in Celtic Britain, (1949, Reprint 1999) Dover Publications, ISBN 0-486-40447-1
- Celtic Spells and Charms, (Reprint 2005) Kessinger Publishing ISBN 1-4253-1046-X
- The History and Origins of Druidism, 1949

Оккультизм
- An Encyclopaedia of Occultism: A compendium of information on the occult sciences, occult personalities, psychic science, magic, demonology, spiritism and mysticism, (1920, Reprinted 2003) Dover Publications, ISBN 0-486-42613-0
- Occult Causes of the Present War, (1940, Reprint 1997) Kessinger Publishing, ISBN 0-7661-0051-0
- Second Sight: Its History and Origins, Rider 1951

Атлантида и другие затерянные миры
- The Problem of Atlantis, London, 1924[7]
- Atlantis in America, London: Ernest Benn, 1925
- The History of Atlantis (1927, Reprinted 1995) Adventures Unlimited Press, ISBN 0-932813-28-3
- The Occult Sciences in Atlantis, (Reprinted 1976) Mokelumne Hill Press, ISBN 0-7873-1292-4
- The Atlantis of Plato
- The Evidence For Lemuria From Myth And Magic
- The Problem of Lemuria: The Sunken Continent of the Pacific, London: Rider & Co., 1932[8]

Мифология
- The Popul Vuh: The Mythic and Heroic Sagas of the Kiches of Central America,  London, David Nutt, 1908
- A Dictionary of Mythology, 1910
- The Myths of Mexico and Peru (1913,[9] Reprinted 1976) Longwood, ISBN 0-89341-031-4
- The Myths of the North American Indians, London: George G. Harrap & Co, 1914
- Myths and Legends of Babylonia and Assyria (New York:Stokes) 1917; (Reprint 1997) Kessinger Publishing, ISBN 1-56459-500-5[10]
- The Legends and Romances of Spain ca. 1920
- An Introduction to Mythology George G. Harrap & Co., 1921
- The Gods of Mexico, Fisher Unwin Ltd., 1923
- The Mysteries of Egypt, or, The Secret Rites and Traditions of the Nile, 1929
- The Magic and Mysteries of Mexico, 1932
- Legends and Romances of Brittany, 1917
- The Minor Traditions of British Mythology, 1948, London: Rider & Co OCLC 535883, Reprinted 1972, Benjamin Blom, Inc ISBN 0-405-08989-9
- The Outlines of Mythology, 1944
- British Fairy Origins: The Genesis and Development of Fairy Legends in British Tradition, London: Watts & Co., 1946
- Fairy Tradition in Britain, (1948, Reprint 1997) Kessinger Publishing ISBN 1-56459-516-1
- Hero Tales and Legends of the Rhine
- Ancient Egyptian Myths and Legends, (Reprint 1990) Dover, ISBN 0-486-26525-0
- Scottish Ghosts and Goblins, 1952

Поэзия
- Collected Poems of Lewis Spence, 1953